# Vivo (entreprise)
La société de télécommunications brésilienne Telefônica Brasil
Vivo est un opérateur de téléphonie mobile brésilien.
En 2003, Portugal Telecom, dans le cadre d'une coentreprise, a fusionné ses actifs de téléphonie mobile avec Telefónica et, ensemble, ils ont créé Vivo.
En octobre 2011, Telesp a constitué Vivo Participações et a changé sa dénomination sociale de Telesp à Telefônica Brasil S.A.. La filiale Vivo S.A. a été constituée en juin 2013,,.
Vivo a opéré en tant qu'entreprise sur le marché brésilien du 13 avril 2003 à avril 2012, date à laquelle elle est devenue une marque commerciale de Telefônica Brasil, proposant de la téléphonie fixe et mobile, du haut débit et de la télévision payante.

## Historique
La société a été créée à l'origine dans le cadre de Telebrás, le monopole des télécommunications appartenant à l'État à l'époque. En 1998, Telebrás a été scindée et privatisée. Telefónica a acheté Telesp, la division de São Paulo, et l'a rebaptisée Telefónica.

### Unification de Telefónica
Le 15 avril 2012, tous les services de Telefônica Brasil ont été rebaptisés Vivo, en utilisant la même stratégie d'unification de tous ses services dans une marque unique,.